# Oléron
Oléron (franciául Île d’Oléron) egy sziget Franciaország nyugati partja mellett az Atlanti-óceánban. Közigazgatásilag Új-Aquitania régióban, Charente-Maritime megyében, Rochefort alprefektúrában (arrondissement) található. Önálló kanton.

## Földrajz
Korzika után a második legnagyobb francia sziget körülbelül 175 km²-en terül el. Az Atlanti-óceánban, a Pertuis d'Antioche szoros déli oldalán fekszik. Északnyugat–délkelet irányban húzódik. Legközelebb a szárazföldhöz a sziget déli csücske van, 1,5 km-re. Legmagasabb pontja 35 méter magas, és Saint-Trojan dűnéinél van. Híd köti össze a szárazföldön fekvő Bourcefranc-le-Chapus-val. Szomszédos sziget Aix. Aix és Oléron között található a Fort Boyard erőd.
Éghajlata mérsékelt óceáni. A csapadék mennyisége közepes, a legnagyobb hőség júliusban és augusztusban van.

## Községek

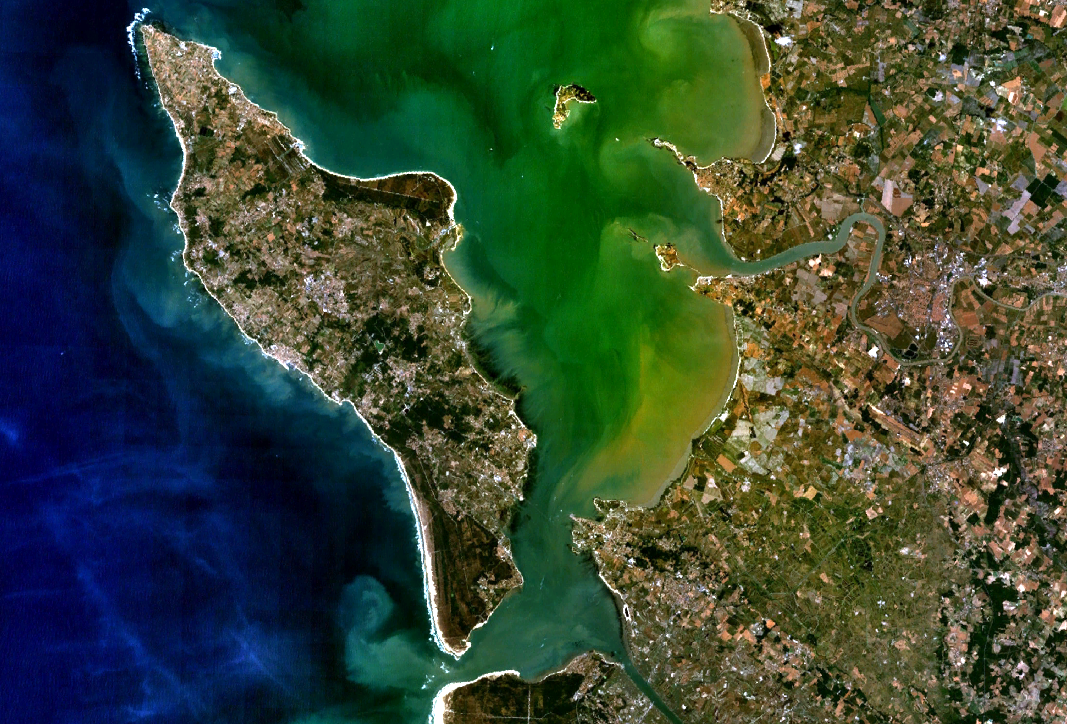
Oléron műholdképen

A sziget közigazgatásilag 8 községre (commune) oszlik, ezek északról dél felé haladva a következők:
| Község                 | Lakosság (fő, 2021) |
| ---------------------- | ------------------- |
| Saint-Denis-d'Oléron   | 1315                |
| La Brée-les-Bains      | 688                 |
| Saint-Georges-d'Oléron | 3948                |
| Saint-Pierre-d'Oléron  | 6627                |
| Dolus-d'Oléron         | 3155                |
| Le Château-d’Oléron    | 4319                |
| Le Grand-Village-Plage | 1084                |
| Saint-Trojan-les-Bains | 1119                |

## Fotók

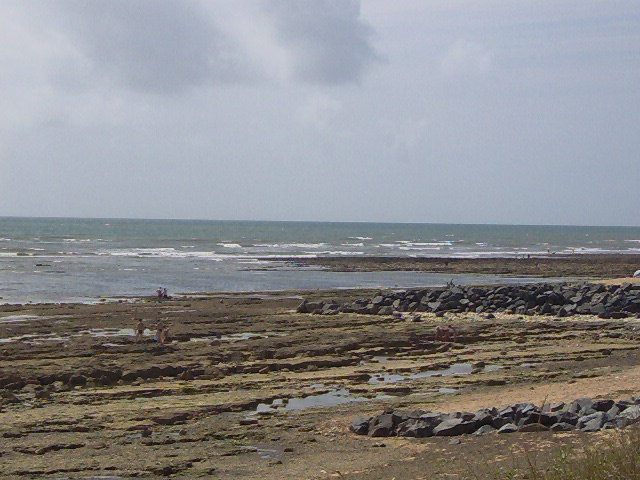
Tengerpart
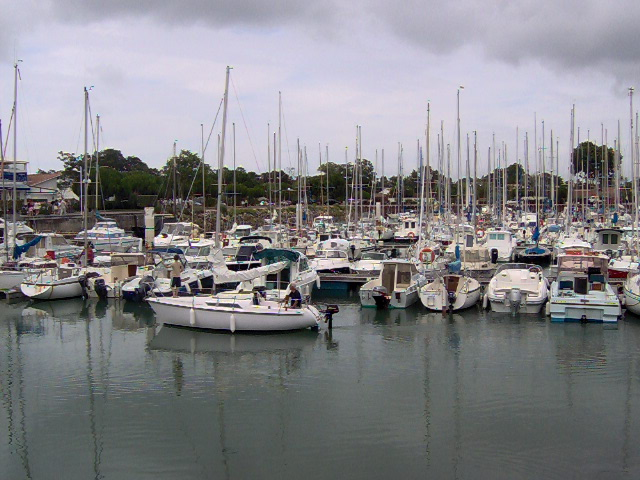
Kikötő
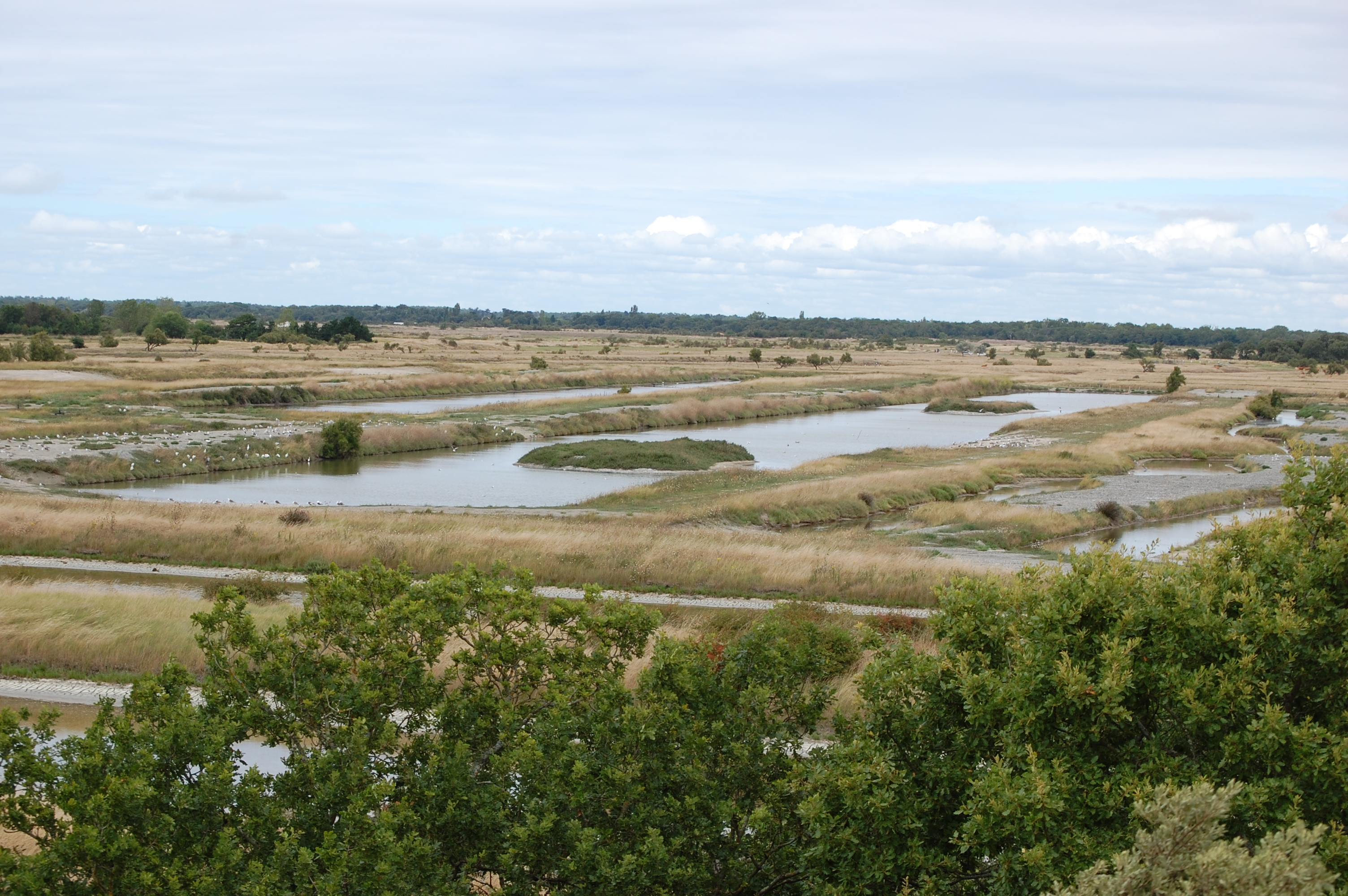
Saint-Pierre északnyugati részét mocsarak foglalják el, amelyek számos állatfajnak nyújtanak menedéket
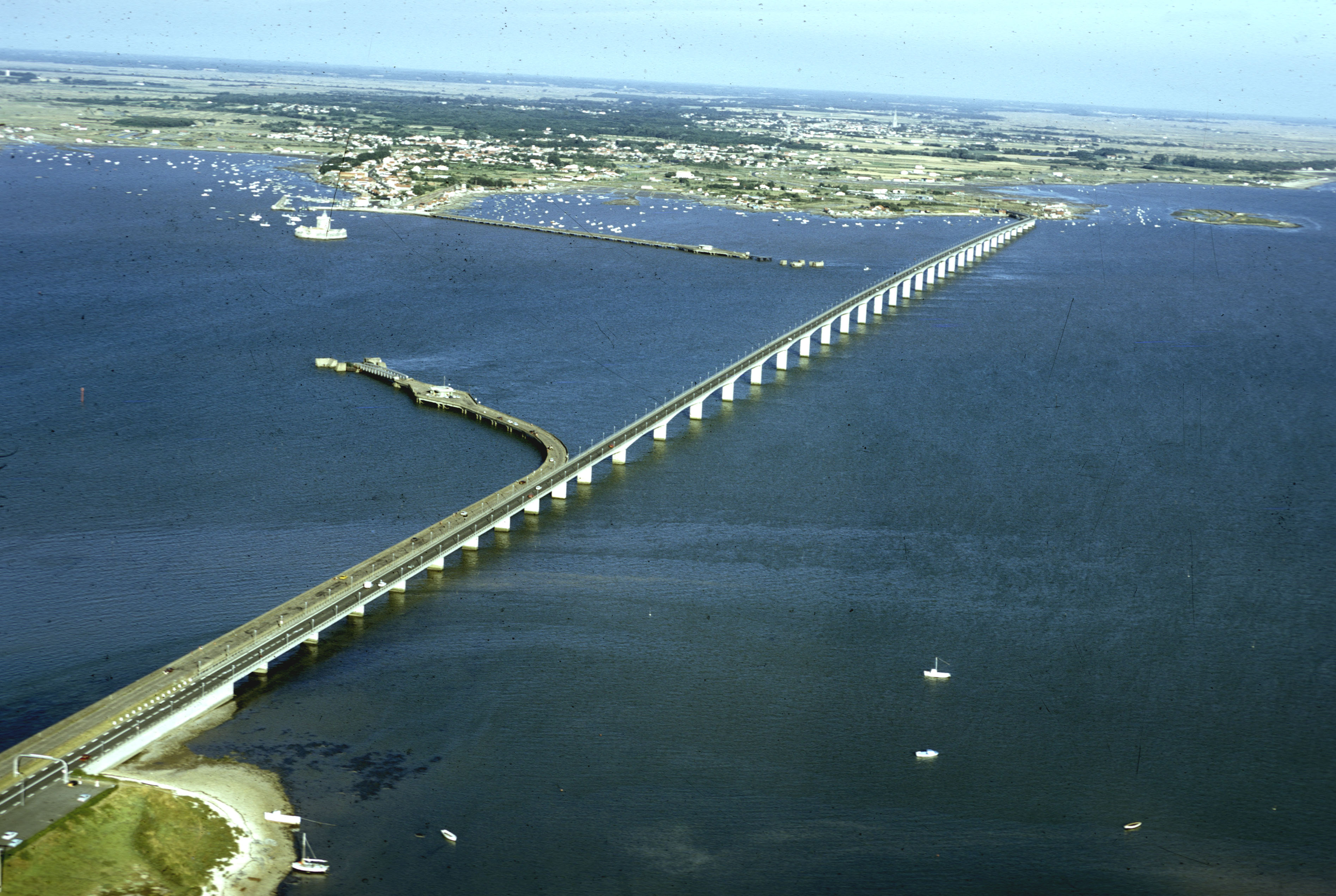
A sziget hídja

## Fordítás
- Ez a szócikk részben vagy egészben  a(z)   Île d'Oléron című francia Wikipédia-szócikk fordításán alapul.  Az eredeti cikk szerkesztőit annak laptörténete sorolja fel. Ez a jelzés csupán a megfogalmazás eredetét és a szerzői jogokat jelzi, nem szolgál a cikkben szereplő információk forrásmegjelöléseként.
- Ez a szócikk részben vagy egészben  az   Oléron című angol Wikipédia-szócikk fordításán alapul.  Az eredeti cikk szerkesztőit annak laptörténete sorolja fel. Ez a jelzés csupán a megfogalmazás eredetét és a szerzői jogokat jelzi, nem szolgál a cikkben szereplő információk forrásmegjelöléseként.